# Weicheng
Weicheng (en chino, 渭城; pinyin, Wèichéng) es un distrito urbano bajo la administración directa de la Prefectura Xianyang  en la Provincia de Shaanxi, República Popular China.  Su área es de 269 km² y su población total para 2010 superó los 430 mil habitantes.

## Administración
Desde julio de 2023, el  Distrito Weicheng   se divide en 10 pueblos administrados en subdistritos.